# 格里米亞奇卡
49°8′27″N 27°6′6″E / 49.14083°N 27.10167°E
赫里姆亞奇卡（烏克蘭語：Грим'ячка）是位於烏克蘭西部的村莊，由赫梅利尼茨基州裡赫梅利尼茨基區的津基夫市鎮負責管轄。該村始建於1554年，面積5.02平方公里，海拔高度253米，2001年人口847。